# Тавушская область
Таву́шская область (арм. Տավուշի մարզ) или сокращённо Таву́ш (арм. Տավուշо файле))  [tɑvúʃ]) — область на северо-востоке Армении. Административный центр — город Иджеван, другие города — Дилижан, Берд, Ноемберян.

## География

### Границы
Граничит с Лорийской областью на западе, Котайкской областью на юго-западе, Гехаркуникской областью на юге, с Азербайджаном на востоке и Грузией на севере.

## История
Современная Тавушская область была образована законом об административно-территориальном делении Республики Армения от 7 ноября 1995 года, в результате объединения Иджеванского, Ноемберянского и Тавушского районов Армении.

## Этимология
Большая часть Тавушской области входила в Гугаркский и Утикский ашхары Великой Армении. В Утик входила юго-восточная часть области, которая совпадала с Тавушским (Тус Кстак) гаваром Утика, откуда и пошло нынешнее название.

## Население
Археологическими исследованиями доказано, что Тавушская область была заселена ещё с каменного века. Согласно раскопкам, проведённым в окрестностях Иджевана и найденным захоронениям, он заселён ещё во II—I тысячелетиях до нашей эры. Население сильно пострадало во времена татаро-монгольских нашествий. Десятки тысяч людей были убиты и взяты в плен, были опустошены целые районы. Приток населения зафиксирован в начале XVIII века, когда из некоторых гаваров Арцаха значительное число армян переселилось в Тавуш.
Население Иджевана и окрестных сёл говорит на собственном иджеванском диалекте армянского языка, родственном карабахскому диалекту. Этот диалект характеризуется перестановкой ударения с последнего слога на предпоследний.

### Национальный состав
| Национальность | Перепись 2001 года | Доля населения адм.-терр. единицы | Перепись 2011 года | Доля населения адм.-терр. единицы |
| -------------- | ------------------ | --------------------------------- | ------------------ | --------------------------------- |
| Всё население  | 134 376            | 100 %                             | 128 609            | 100 %                             |
| Армяне         | 133 587            | 99,41 %                           | 128 001            | 99,53 %                           |
| Русские        | 531                | 0,40 %                            | 423                | 0,33 %                            |
| Греки          | 49                 | 0,04 %                            | 41                 | 0,03 %                            |
| Курды          | 59                 | 0,04 %                            | 35                 | 0,03 %                            |
| Другие         | 150                | 0,11 %                            | 109                | 0,08 %                            |

## Губернаторы[5]
- Джемма Ананян (1995—1999)
- Павлик Асатрян (1999)
- Армен Гуларян (1999—2014)
- Овик Абовян (2014—2018)
- Ваге Галумян (2018—2019)
- Айк Чобанян (с 2019)

## Природа
В Тавушской области расположено более 50 % лесных ресурсов Армении.
Также здесь находится большое количество горных родников, рек, озёр, минеральных источников.
Наиболее крупные реки:
- Агстев
- Воскепар
- Хачуш
- Тавуш
- Хндзорут
- Гетик
- Сарнаджур

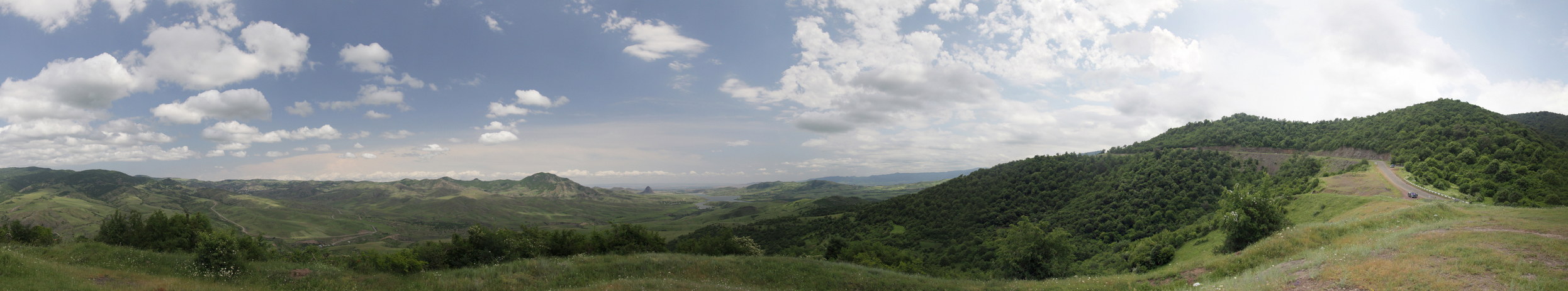
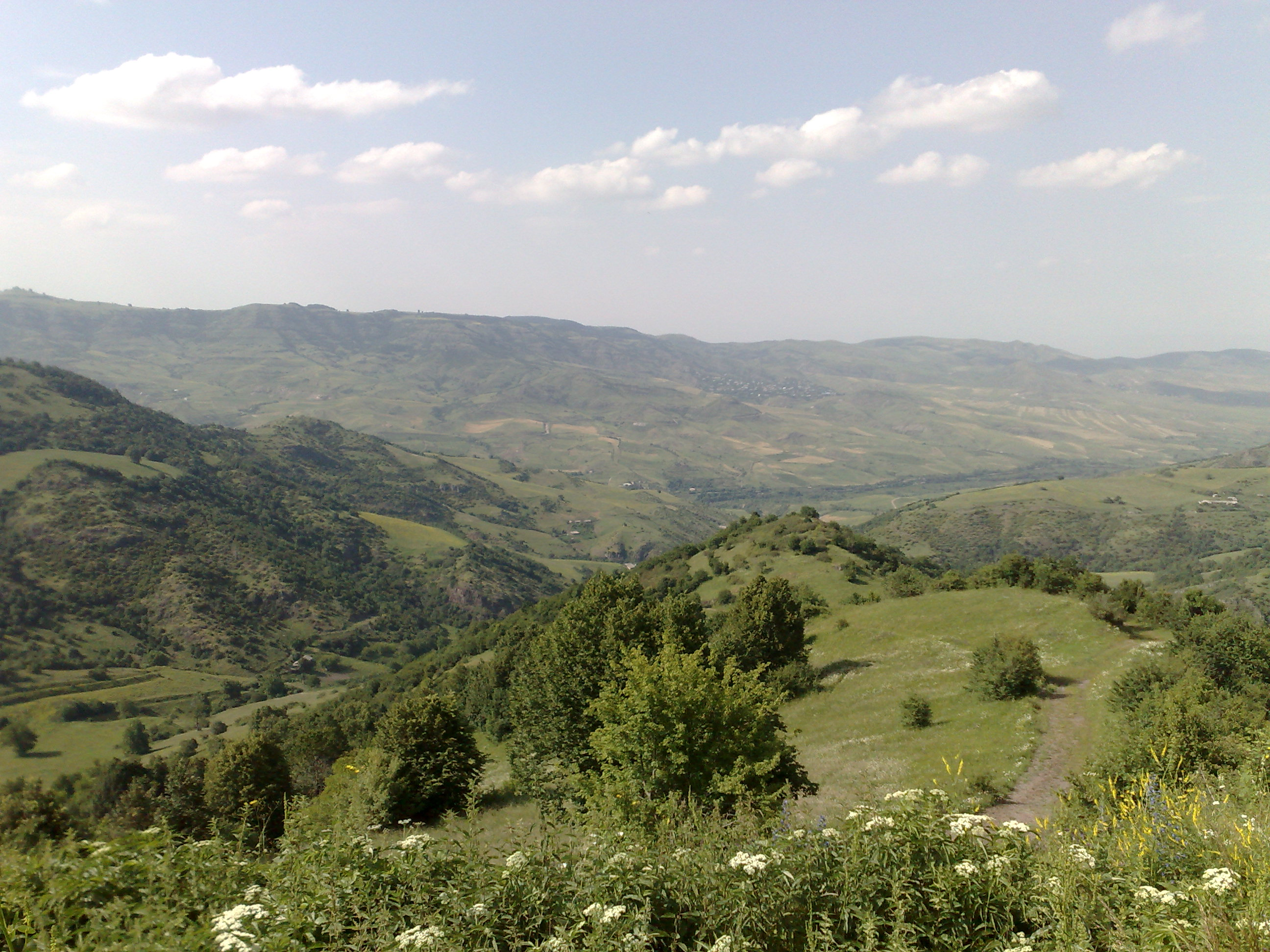
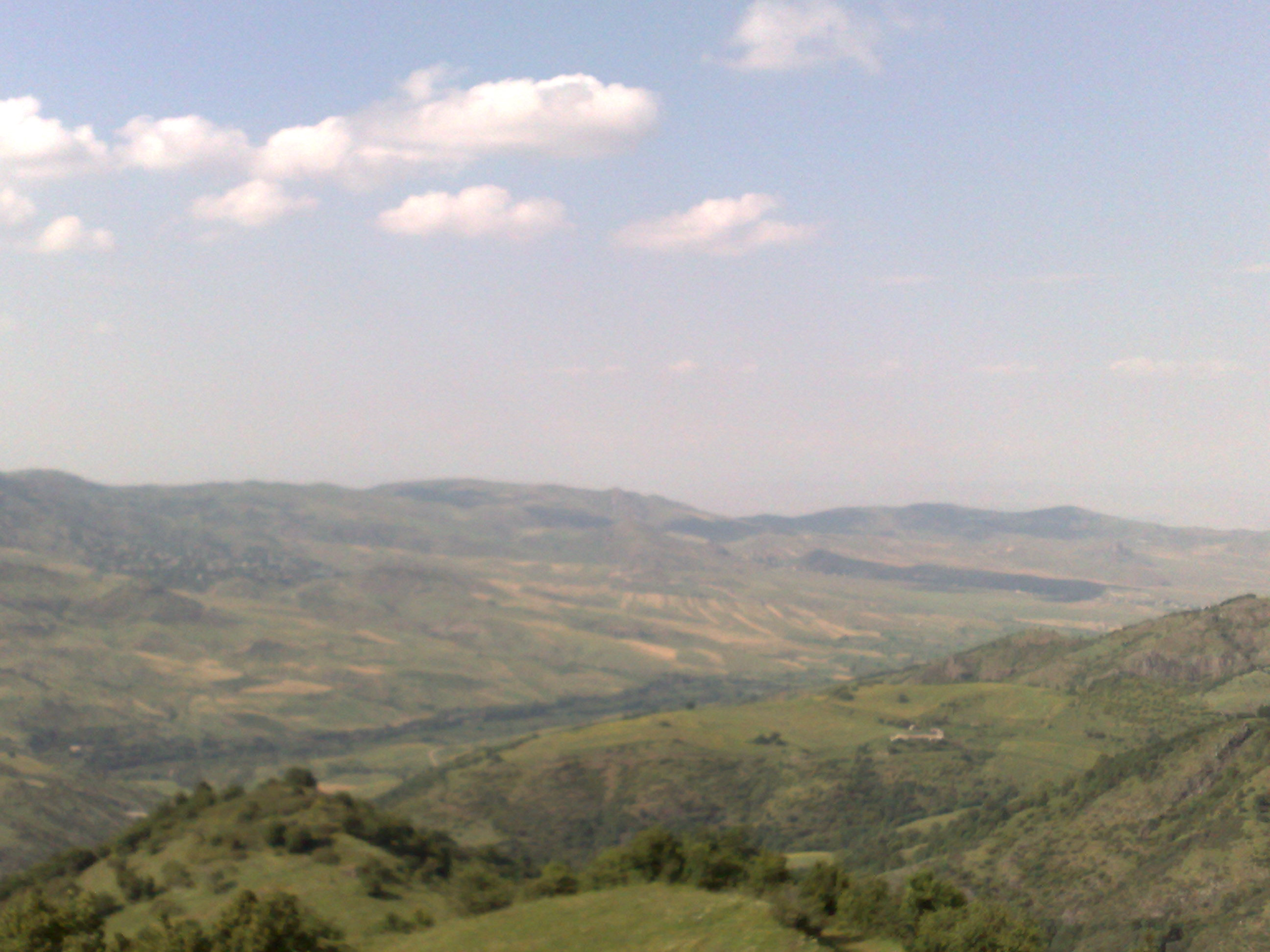
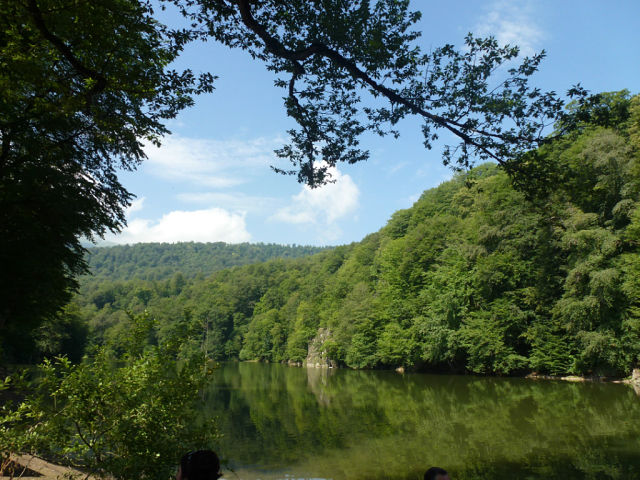
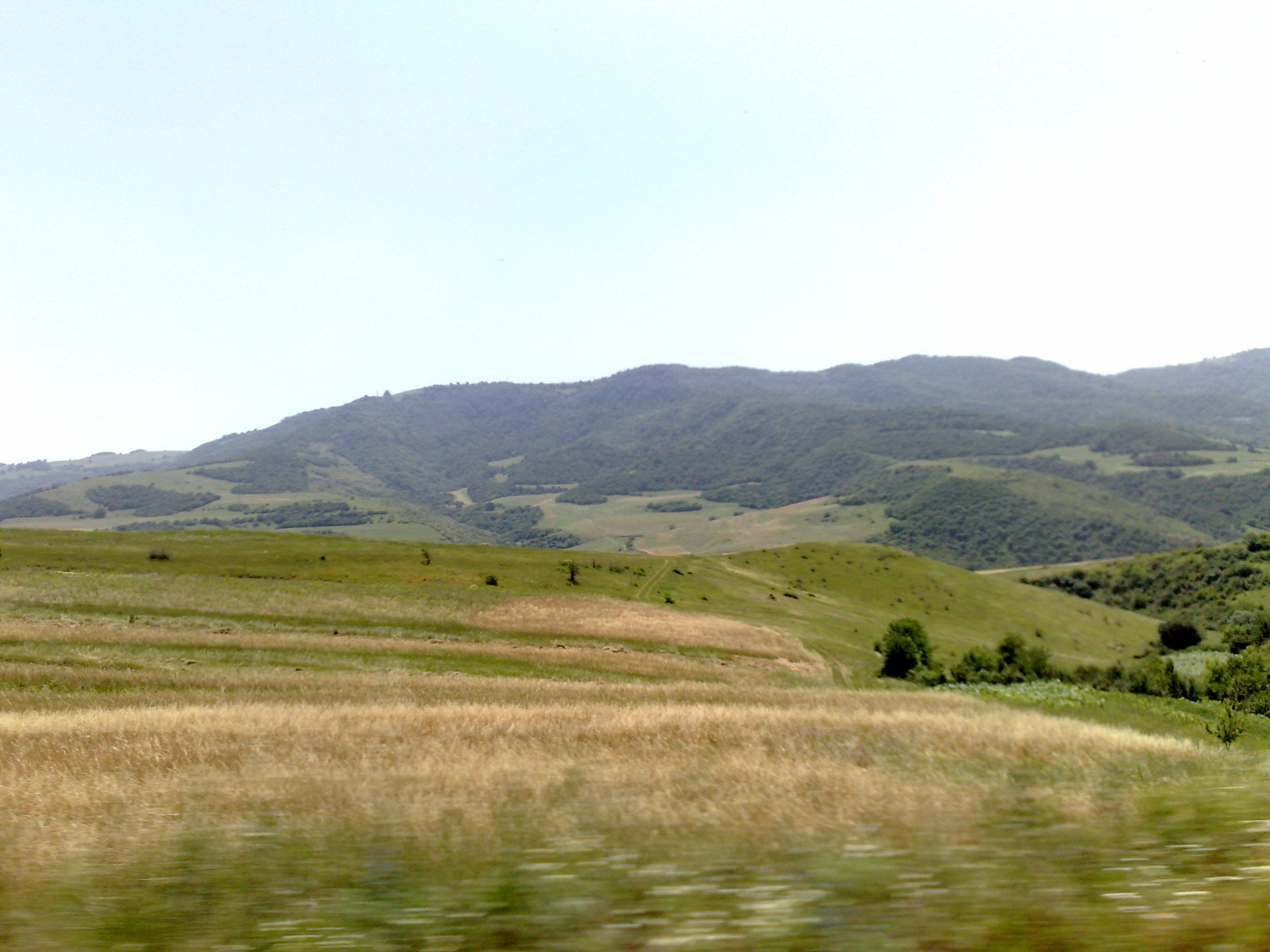
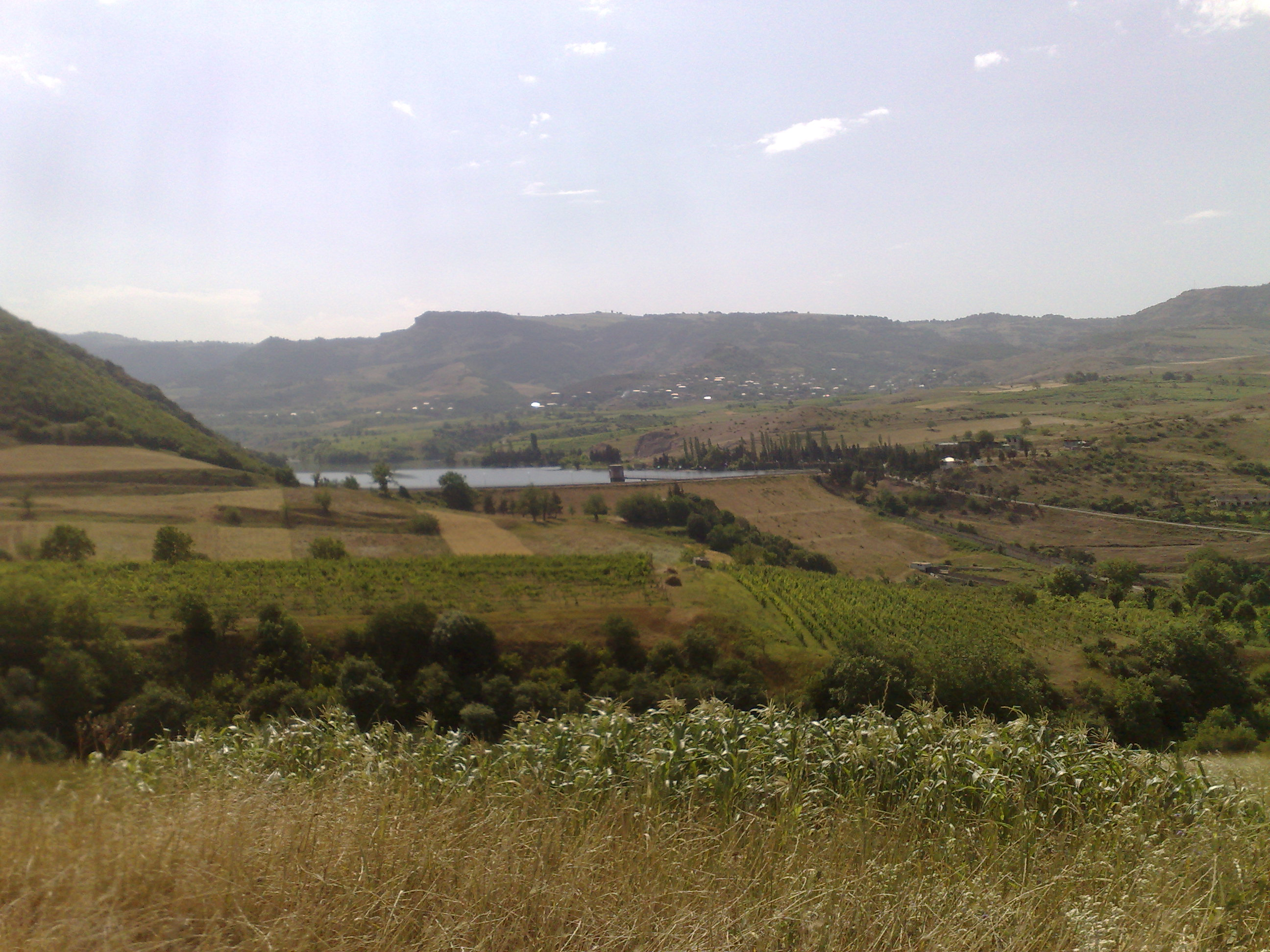
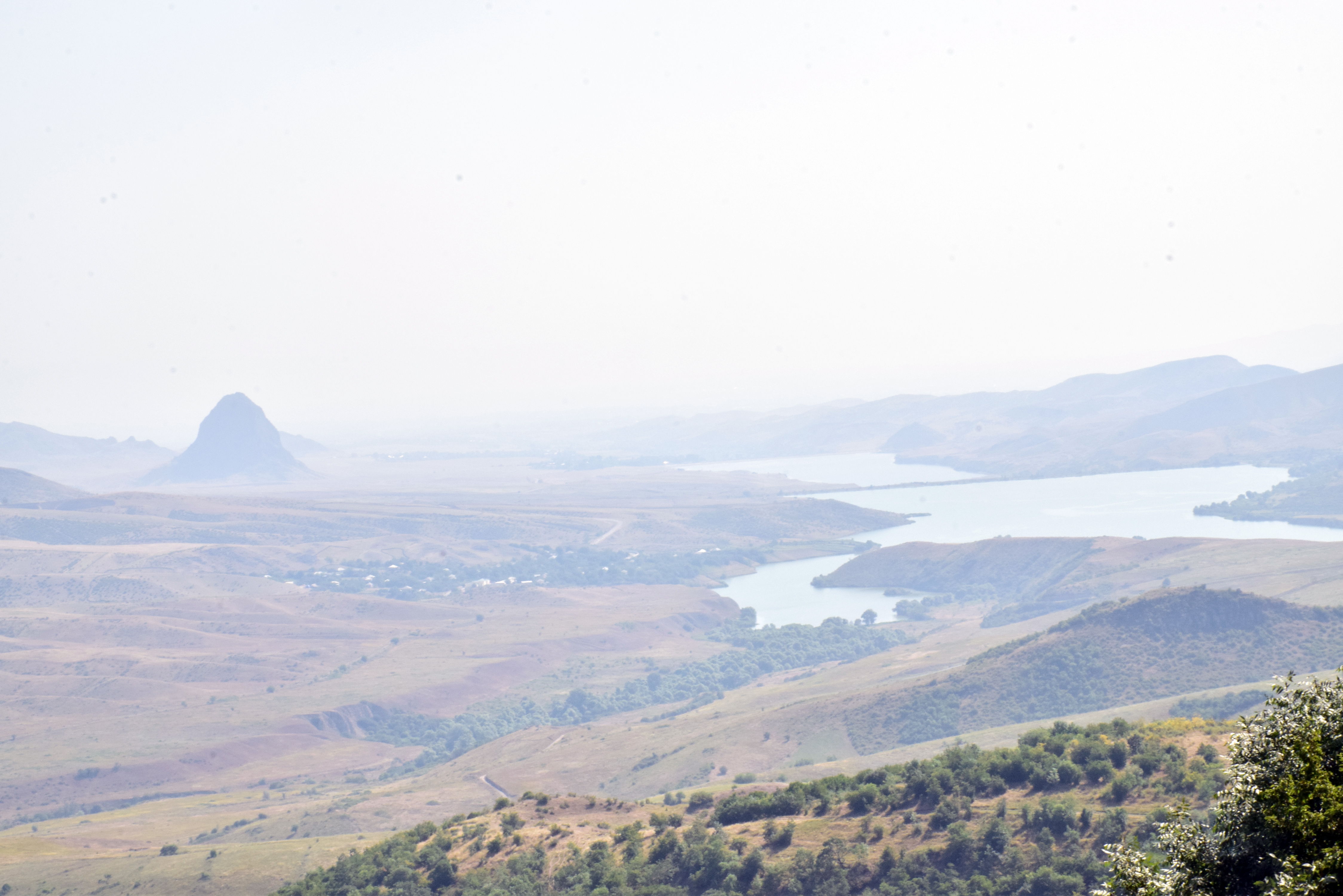
В районе села Воскепар

## Достопримечательности
Тавушская область богата историко-архитектурными памятниками. Здесь обнаружены циклопические крепости разных периодов, средневековое пещерное поселение в Ластивере, а также церкви и монастыри раннего, среднего и позднего средневековья.
В Тавушской области есть множество маленьких озёр. Например, озеро Парз, которое находится недалеко от города Дилижан, а также озеро Гош около деревни Гош.
Тавуш — самый лесистый марз Республики, около половины марза покрыто лесами. В Тавуше также находится знаменитый Дилижанский заповедник.
Самый отдалённый район области — это Шамшадин, который находится в долине рек Ахум, Тавуш и Хндзорат, берущих своё начало из родников и впадающих в Куру.
Архитектурно-исторические памятники области:
- Крепость Бердаван, хачкары, XII—XIII века — с. Бердаван
- Крепость Тавуш, X век — г. Берд
- Монастырь Агарцин, XII—XIII века — в лесу в 15 км от Дилижана
- Монастырь Аракелоц, XIII века — с. Ачаркут
- Монастырь Гошаванк, XII—XIII века — с. Гош
- Монастырь Джухтакванк, XI—XIII века — рядом с г. Дилижаном
- Монастырь Киранц, XIII—XIV века — с. Ачаркут
- Монастырь Макараванк, X—XIII века — с. Ачаджур
- Монастырь Матосаванк, X—XIII века — рядом с г. Дилижаном
- Монастырь Мшакаванк, XII—XIII века — с. Кохб
- Монастырь Нор Варагаванк, XII—XIII века — с. Варагаван (Ахум)
- Монастырь Онута Ванк, XIII века — с. Вазашен
- Монастырь Самсона, XIII века — с. Ачаркут
- Монастырь Срвег, XIII век — с. Айгеовит
- Монастырь Хоранашат, XII—XIII века — с. Чинари
- Церковь Баганиса, X век — с. Баганис
- Церковь Богородицы, XII век — с. Цахкаван (Иджеванский район)
- Церковь Дехцнута, XIII век — с. Ачаркут
- Церковь Каптаванк, 1151 год — с. Чинчин
- Церковь Святой Богородицы, VII век — с. Воскепар
- Часовня Црвизи (Моро-дзоро), VI—XIII века — с. Лусаовит

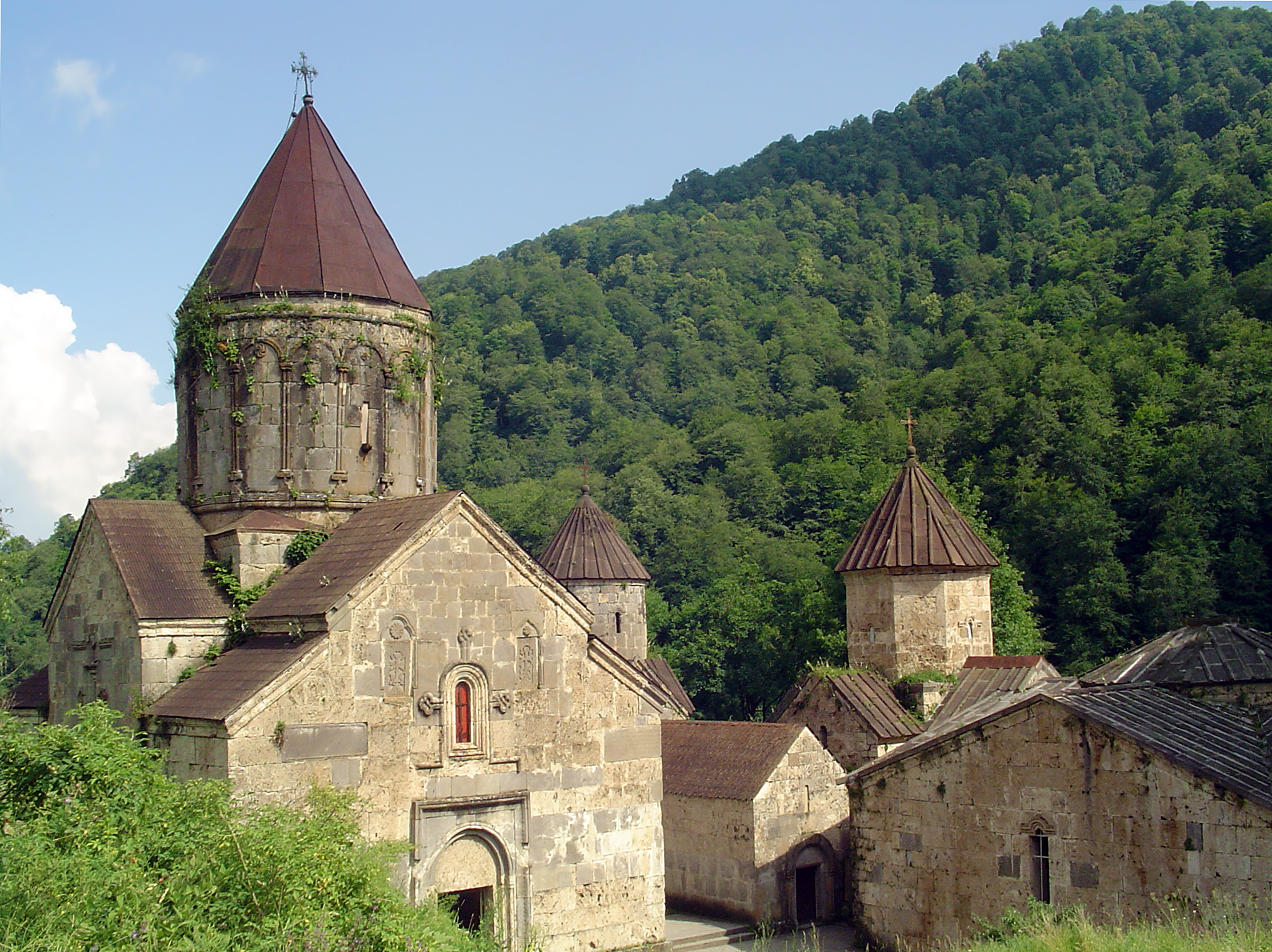
Агарцин, X—XIII века
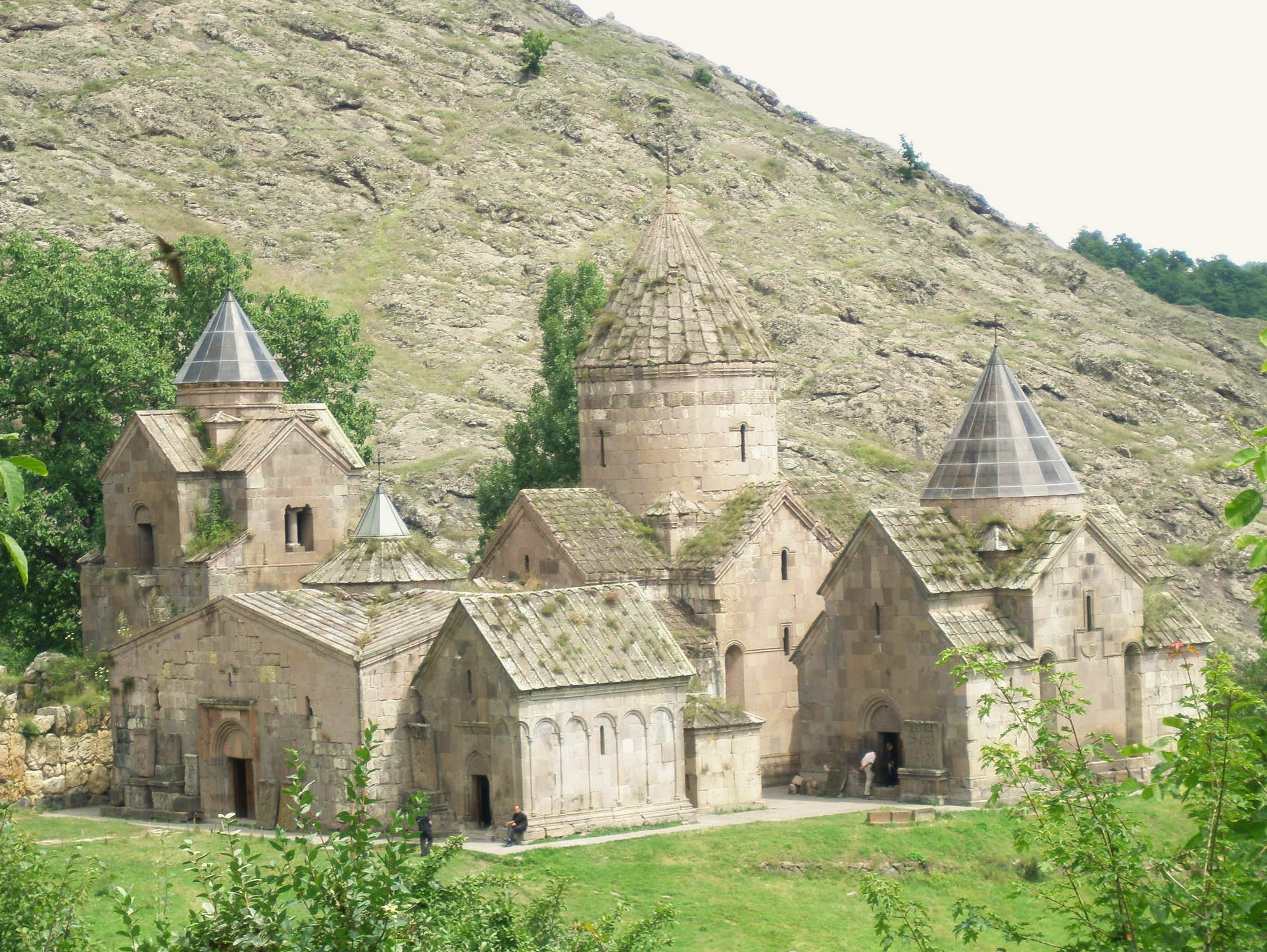
Гошаванк, X—XIII века
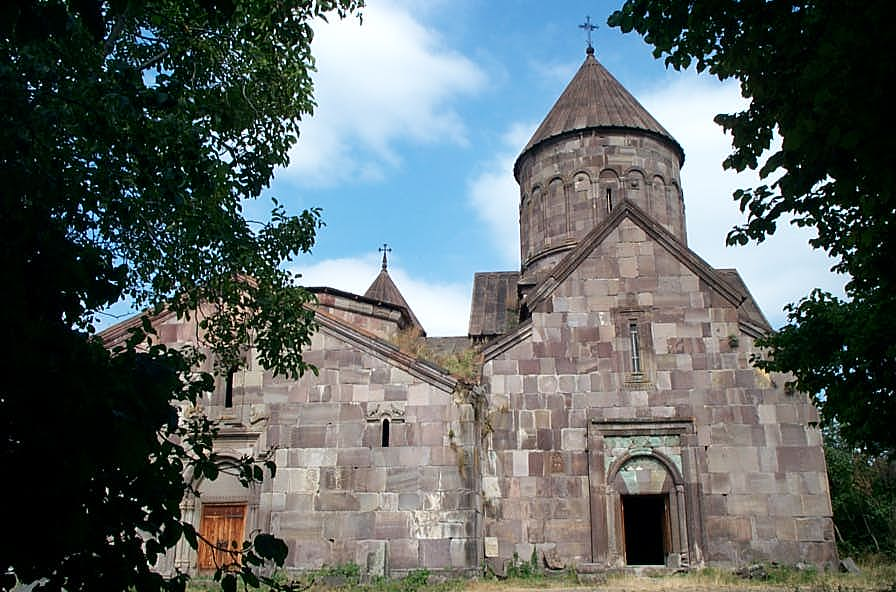
Макараванк, X-XIII века
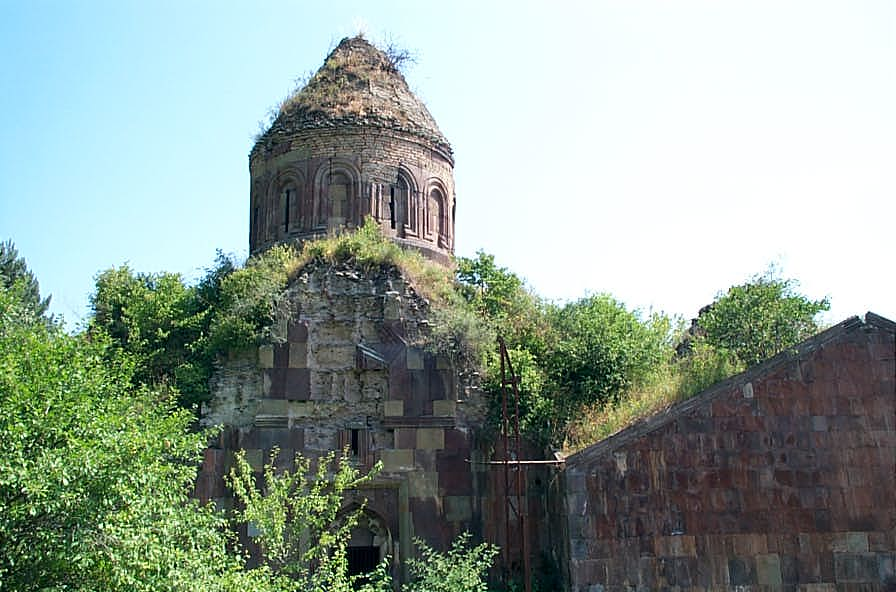
Хоранашат, XIII век
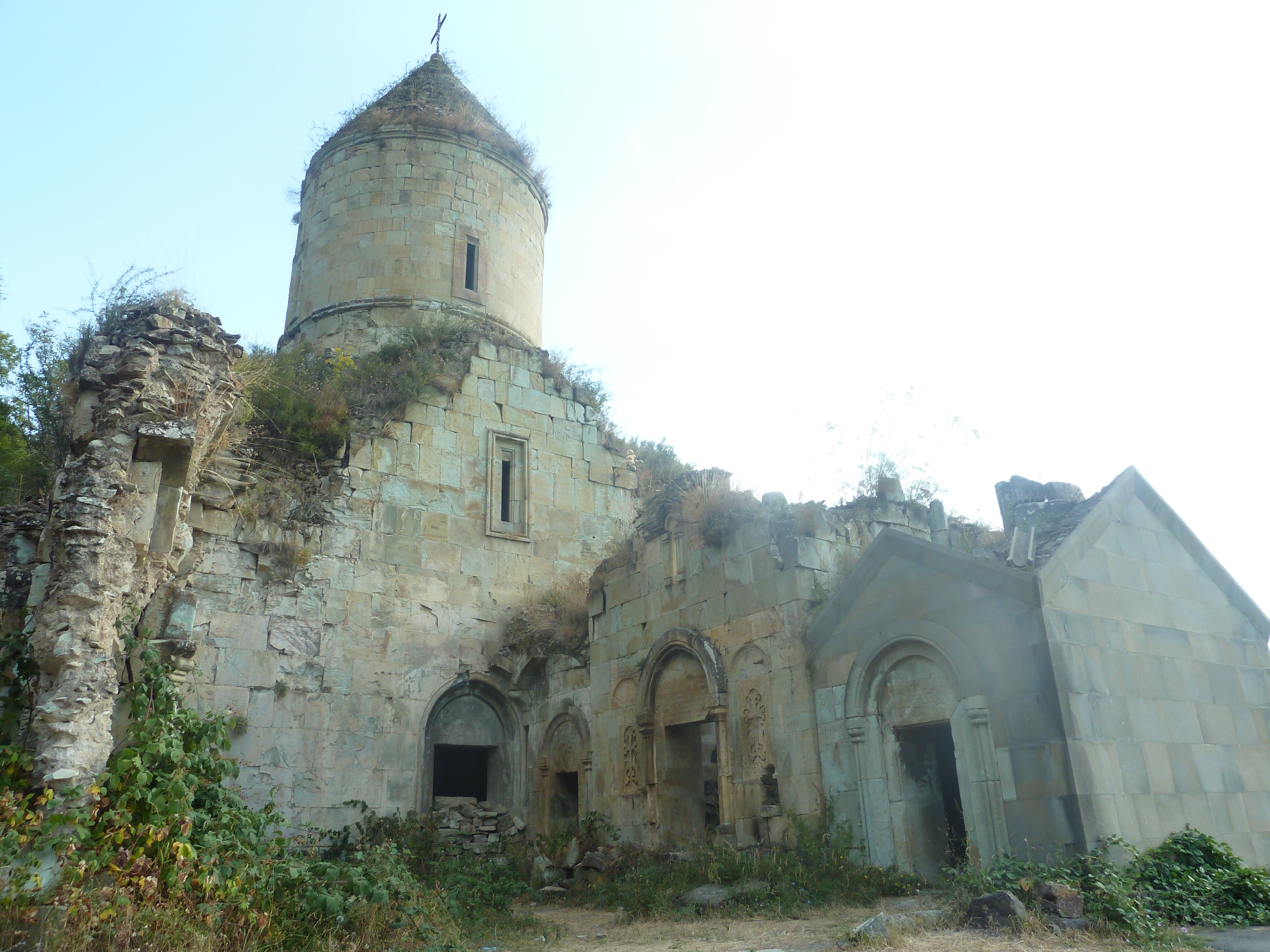
Монастырь Нор Варагаванк, XII—XIII вв.
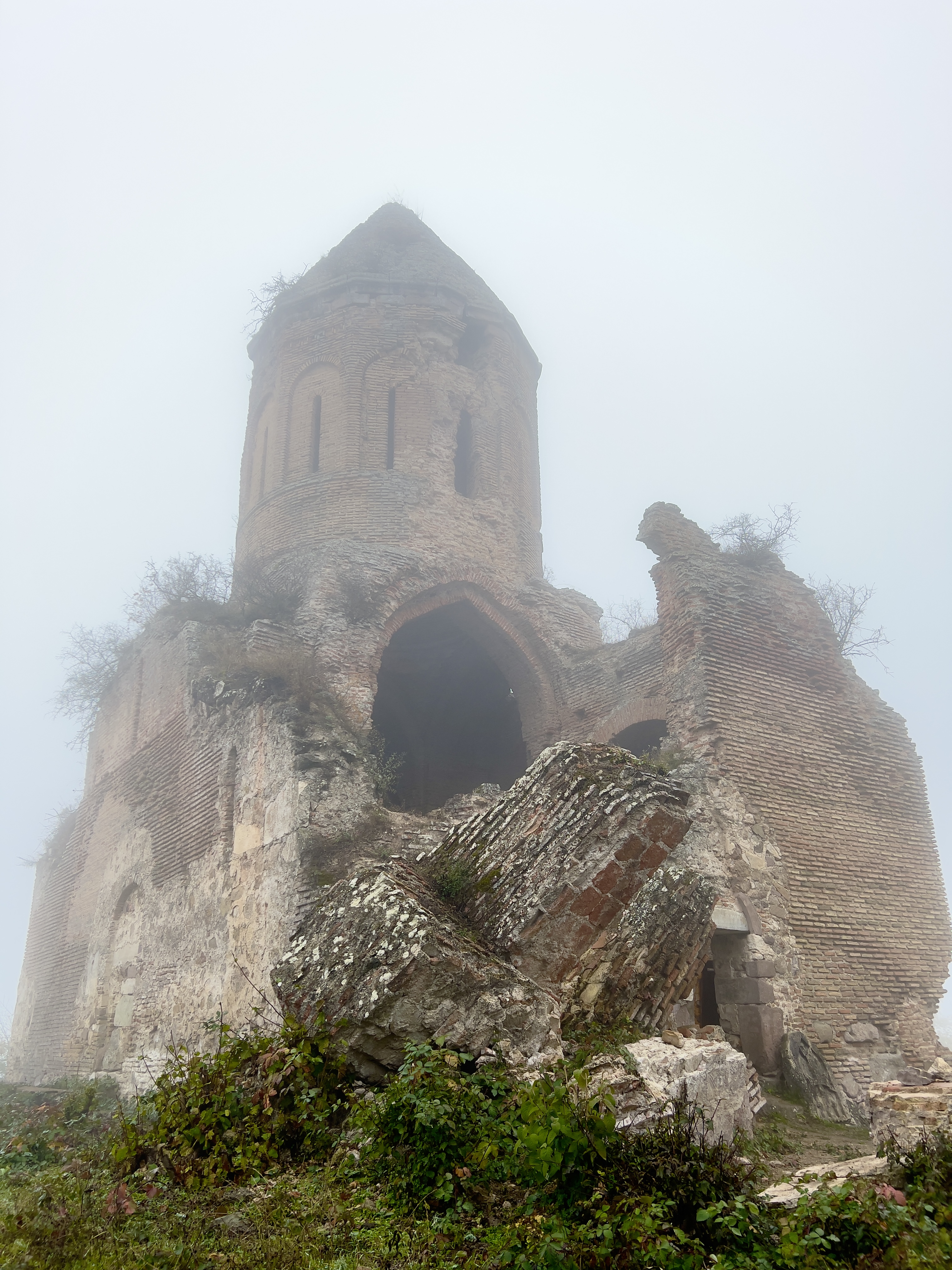
Монастырь Срвег, XIII век